# Woordvorming
Woordvorming is de naam voor twee nauw gerelateerde begrippen uit de lexicologie:
- Het ontstaan van geheel nieuwe woorden;
- Een bepaalde verandering in de structuur van bestaande woorden, in het bijzonder in de manier waarop ze zijn opgebouwd uit morfemen.

Meestal gaat het om het tweede verschijnsel. Men spreekt dan ook van woordformatie. Ontlening van woorden uit een andere taal wordt in principe niet als woordvorming in de lenende taal beschouwd.
De morfologie houdt zich specifiek bezig met de manier waarop nieuwe woorden worden gevormd door middel van affixen. 

## Vaste regels voor woordvorming
Woordvorming volgt allerlei regels, die in diverse opzichten verschillen:
- sommige zijn zeer systematisch en kennen vrijwel geen uitzonderingen, andere zijn juist erg onregelmatig of tot maar een paar woorden beperkt;
- sommige zijn zeer algemeen verbreid en verschillen per taal alleen in de finesses, andere zijn uniek voor een bepaalde taal;
- sommige zijn productief, andere niet;
- soms zijn de resultaten daadwerkelijk gelexicaliseerd, dat wil zeggen opgenomen als apart lemma in een woordenboek. Dit verschilt van woord tot woord en vergt meestal de nodige tijd totdat het woord volledig is ingeburgerd.

Een woordvormingsprocedé is productief wanneer deze regel spontaan door de taalgebruikers kan worden toegepast om woorden te vormen die ze nog nooit eerder hebben gehoord, gezien of gebruikt, maar waarvan niettemin de betekenis volkomen evident is, en die dus als gewone woorden worden begrepen. 
Een improductieve regel verklaart de opbouw van bepaalde bestaande woorden, maar kan niet voor het maken van nieuwe woorden worden ingezet. Improductieve regels zijn de restanten van in vroeger tijden productieve regels. 
Een voorbeeld hiervan in het moderne Nederlands is de sterke en de zwakke manier van het vervoegen van werkwoorden, waarvan tegenwoordig alleen de laatste nog productief is bij nieuwe werkwoorden zoals googelen.
Een nieuw woord is gelexicaliseerd als het in de woordenboeken daadwerkelijk een apart lemma geworden is; daarmee is het ook officieel erkend. Dit kan het geval zijn puur op grond van de betekenis, maar vaak ook krijgt het betreffende woord specifieke grammaticale eigenschappen. Van improductieve regels zijn in principe alle resultaten gelexicaliseerd.
Woordformatie (waarbij woorden worden opgebouwd uit samenstellende delen) kan in het algemeen als volgt worden onderverdeeld (ook combinaties van deze gevallen zijn mogelijk):
1. Bij een samenstelling bestaat het woord uit andere woorden, bv. knie + val = knieval.
2. Bij een afleiding of derivatie, bestaat het woord uit onderdelen die niet allemaal zelf woorden zijn, bv. beval + -ing = bevalling. Er treedt vaak verandering van woordsoort op.
3. Bij verbuiging of flexie ontstaat een nieuw woord op basis van een ander door toevoeging of verandering van een of meer delen, meestal affixen, bijvoorbeeld vallen + a→e = vellen. Bij werkwoordsvervoeging (inflectie) wordt de verandering afgedwongen door de syntactische omgeving.

De gevallen 2 en 3 zijn tevens voorbeelden van woordparadigma's. 
Veel innovatieve verbuigingen of vervoegingen alsmede sommige afleidingen - waarbij het resultaat als apart woord mag worden beschouwd - worden niet beschouwd als nieuwe woorden maar als paradigma's van hetzelfde grondwoord. Zo zijn vallen, val, valt, viel, vielen, gevallen, vallend allemaal vormen van hetzelfde werkwoord, terwijl vellen en bevallen als verschillende woorden worden beschouwd (niettemin zijn het cognaten, gevormd volgens de in het Nederlands inmiddels improductieve regel van ablaut).